# Hassan Mostafa
Hassan Mostafa Hassan Abd El Rahma (arab. حسن مصطفى, ur. 20 października 1979 w Gizie) – piłkarz egipski grający na pozycji defensywnego pomocnika.

## Kariera klubowa
Mostafa urodził się w Gizie. Piłkarską karierę rozpoczął jednak w Aleksandrii w tamtejszym klubie El-Ittihad El-Iskandary. W 2000 roku zadebiutował w jego barwach w pierwszej lidze. W klubie tym występował przez 4 sezony, najczęściej w wyjściowej jedenastce, ale nie osiągnął większych sukcesów.
Na początku 2004 roku Mostafa przeszedł do czołowego klubu w kraju, stołecznego Al-Ahly. W sezonie 2004/2005 wywalczył swój pierwszy tytuł mistrza kraju. W 2005 roku zdobył także Superpuchar Egiptu (trofeum to zdobywał też w dwóch kolejnych sezonach), wygrał po raz pierwszy Afrykańską Ligę Mistrzów. W sezonie 2005/2006 swoją postawą przyczynił się do obrony przez Al-Ahly mistrzowskiego tytułu, a także drugiego z rzędu Pucharu Mistrzów oraz zdobycia pierwszego w karierze Pucharu Egiptu. Zdobył też brązowy medal w Klubowym Pucharze Świata 2006 W sezonie 2006/2007 wywalczył z Al-Ahly dublet - mistrzostwo oraz puchar kraju. W latach 2006 i 2007 zdobywał też Superpuchar Afryki. W 2008 i 2009 roku ponownie został mistrzem kraju. W sezonie 2007/2008 był wypożyczony do saudyjskiego Al-Wehda.
Na początku 2009 roku Mostafa odszedł do Ittihad El Shorta, a latem tamtego roku do Zamaleku Kair. W 2011 roku został zawodnikiem Wadi Degla SC. Grał też w El Dakhleya SC i Ghazl El-Mehalla.

## Kariera reprezentacyjna
W reprezentacji Egiptu Mostafa zadebiutował 2003 roku. W 2006 roku znalazł się w kadrze powołanej przez Hassana Shehatę na Puchar Narodów Afryki 2006. Był rezerwowym pomocnikiem i wystąpił w 5 spotkaniach, w tym także w finale z Wybrzeżem Kości Słoniowej (0:0, karne 4:2). W 2008 roku Shehata powołał go na Puchar Narodów Afryki 2008, a Egipt ponownie wywalczył mistrzostwo kontynentu.